# Waldemar Baszanowski
Waldemar Romuald Baszanowski (Grudziądz, 15 agosto 1935 – Varsavia, 29 aprile 2011) è stato un sollevatore polacco.
Ha partecipato a quattro edizioni dei Giochi Olimpici (1960, 1964, 1968 e 1972) nella categoria dei pesi leggeri (fino a 67,5 kg.), conquistando complessivamente due medaglie d'oro nel 1964 e nel 1968, un 5º posto nel 1960 ed un 4º posto nel 1972.
Nella stessa categoria, nel corso della sua carriera ha realizzato ben 24 record mondiali, di cui 8 nella prova di strappo, 7 nella prova di slancio e 9 nel totale di tre prove.